# Johannes Sindberg
Johannes Sindberg (1902 - ukendt) var en dansk atlet medlem af Skive IK.
Året 1927 hjemførte Sindberg fire jyske mesterskaber og året efter vandt han bronze ved de danske mesterskaber i trespring.
Han blev 1929 udtaget til at præsentere Jylland i landsdelskampen og bliver nummer fire i kuglestød.

## Danske mesterskaber
- Bronze 1928 Trespring 12,88

## Personlige rekorder
- Trespring: 13,41 1926
- Kuglestød: 12,26 1927
- Diskoskast: 34,48 1927
- Femkamp: 2611p (1920-tabel) 1929
- Tikamp: 5064p (1920-tabel) 1927